# Oxyd

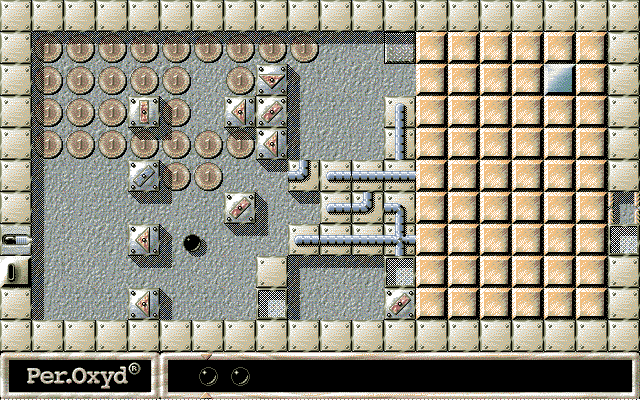
Screenshot of Per.Oxyd

Oxyd är ett slags pusselspel för datorer som släppts för Amiga, Atari, Macintosh, MS-DOS och NeXT plattformen av Dongleware Verlags GmbH, 1992.